# Amietophrynus djohongensis
Amietophrynus djohongensis är en groddjursart som först beskrevs av Jan Hulselmans 1977.  Amietophrynus djohongensis ingår i släktet Amietophrynus och familjen paddor. IUCN kategoriserar arten globalt som starkt hotad. Inga underarter finns listade i Catalogue of Life.